# Det Radikale Venstre
Radykalna Lewica (Duńska Partia Socjalliberalna) (duń. Det Radikale Venstre (Danmarks social-liberale parti), RV) – duńska partia polityczna o profilu socjalliberalnym. Ugrupowanie należy do Partii Porozumienia Liberałów i Demokratów na rzecz Europy.

## Historia
Partia została założona na zjeździe przeprowadzonym w Odense w dniach 20–21 maja 1905. Powołała ją grupa działaczy, która opuściła Partię Reform Venstre, głosząca hasła antymilitarne. W późniejszych latach przyjęło program socjalliberalny, określając się jako partia zachowująca równy dystans wobec socjalizmu i kapitalizmu, poszukująca równowagi między indywidualizmem a zobowiązaniami wobec wspólnoty.
Ugrupowanie tworzyło samodzielnie rządy w latach 1909–1910 i 1913–1920 (premierem był wówczas Carl Theodor Zahle). Partia ponownie znalazła się u władzy w latach 1968–1971, gdy na czele rządu stał jej ówczesny lider Hilmar Baunsgaard. W latach 1988–1990 była częścią koalicji rządowej wspierającej gabinet Poula Schlütera. W latach 90. podjęła bliską współpracę z Socialdemokraterne, m.in. wchodząc w skład gabinetów kierowanych przez socjaldemokratów: Poula Nyrupa Rasmussena (1993–2001) i Helle Thorning-Schmidt (2011–2015).
W okresie powojennym partia nieprzerwanie reprezentowana w Folketingecie, posiadając z reguły do kilkunastu posłów. Najwyższe poparcie odnotowała w 1968 (15%), wprowadzając wówczas 27 posłów. Najsłabsze poparcie otrzymała w 1977 (3,6%), kiedy jej reprezentacja poselska zmalała do 6 osób. W kolejnych latach wprowadzała od 7 do 11 deputowanych, lepsze wyniki uzyskiwała w 2005, 2011 i 2019 (wprowadzając co najmniej 16 posłów).

## Liderzy partii okresu powojennego
- 1935–1961: Jørgen Jørgensen
- 1961–1975: Hilmar Baunsgaard
- 1975–1978: Svend Haugaard
- 1978–1990: Niels Helveg Petersen
- 1990–2007: Marianne Jelved
- 2007–2014: Margrethe Vestager
- 2014–2020: Morten Østergaard[4]
- 2020–2022: Sofie Carsten Nielsen[5][6]
- od 2022: Martin Lidegaard[6]